# Cal Xapano
Cal Xapano era una casa antiga del poble de Castellcir, en el terme municipal del mateix nom, a la comarca del Moianès.
Està situada en el Carrer de l'Amargura, nucli primigeni de Castellcir. És al costat sud del carrer, en el número 42. Està unida a Cal Bartomeu.
Cal Bartomeu, Cal Filo i Cal Xapano acullen la botiga, estanc i bar de Castellcir.